# Elisabeth Schäfer (Philosophin)
Elisabeth Schäfer (* 12. Dezember 1979 in Deutschland) ist eine in Wien lebende queer-feministische Philosophin. Sie ist Lehrbeauftragte u. a. am Institut für Philosophie der Universität Wien. Gemeinsam mit Esther Hutfless und Gertrude Postl hat sie 2012 die erste deutschsprachige Übersetzung des Essays "Das Lachen der Medusa" von Hélène Cixous herausgegeben und damit zu einer erneuten Rezeption dieses seit den 1970er Jahren berühmt gewordenen Essays beigetragen. Schäfers Ansatz zeichnet sich vor allem dadurch aus, die Écriture féminine (weibliches Schreiben) in Zusammenhang mit queer-theoretischen Ansätzen neu zu lesen und Schreiben als künstlerische Forschung zu verstehen.

## Leben
Elisabeth Schäfer promovierte bei Arno Böhler an der Universität Wien mit der Dissertation So wie das Leben meiner Haut. Entwurf einer Ontologie der Berührung, die sich mit Jean-Luc Nancy und Luce Irigaray sowie deren Kritik am Ausschluss der Körper aus der europäischen Philosophiegeschichte auseinandersetzt. Seit 2010 unterrichtet Schäfer regelmäßig als Lehrbeauftragte am Institut für Philosophie der Universität Wien.
Schäfer kann der Dekonstruktion und queer-feministischen Diskursen zugerechnet werden. Ihre Forschungsgebiete umfassen: Körperdiskurse, Écriture féminine, Schreiben als künstlerische Forschung, Ästhetiken des Riskanten und Performance Philosophy. Sie realisiert regelmäßig Vorträge, Lecture Performances und Interventionen.

Zu ihren Hauptinteressen gehört die Beschäftigung mit der Bedeutung des Körpers für die Philosophie und für das Denken sowie für die Tätigkeit des Schreibens. Dabei fasst Schäfer diese Tätigkeit bzw. die Schrift als künstlerische Forschung („writing as artistic research“), die als kreative und transformative Praxis „in sich und seiner selbst“ („a creative and transformative practice in and of itself“) verstanden werden kann. In diesem Zusammenhang prägt Schäfer auch den Begriff einer Schrift bzw. eines Schreibens als trans-sensible Exposition („trans-sensible exposure“): 
[I]t seems to be most fruitful to regard writing as an operation of the “in-between” unfolding itself in-between materiality and the intelligible [...] a movement of “sense” in both directions: materiality has the potential to become intelligible as the intelligible has the potential to become material. […] Writing transgresses […] and translates in this space of the in-between – a circulating movement. Taking the “circulation” of writing as transgressing and translating movement between body and signification, materiality and intelligibility seriously, I argue that we call “writing as artistic research” a trans-sensible exposure. […] Writing thus is a movement of trans-lation, trans-formation, trans-subjectivity; any theory of writing would also be in need of this prefix “trans-.”
Sie verbindet in ihrem Denken immer wieder die Arbeiten der poststrukturalistischen feministischen Autoren Hélène Cixous, Luce Irigaray, Julia Kristeva sowie der Philosophen Jacques Derrida, Gilles Deleuze, Jean-Luc Nancy mit Ansätzen des queeren Denkens und der Geschlechterkonstruktion, wie bspw. den Arbeiten von Paul B. Preciado und Judith Butler.

## Publikationen
- Die offene Seite der Schrift. Jacques Derrida und Hélène Cixous Côte à Côte. Passagen Verlag, Wien 2008, ISBN 978-3-85165-865-1.
- mit Esther Hutfless und Gertrude Postl (Hrsg.): Das Lachen der Medusa. Zusammen mit aktuellen Beiträgen. Passagen Verlag, Wien 2012, ISBN 978-3-7092-0049-0. (2. Auflage, 2017.)
- mit Esther Hutfless (Hrsg.): Hélène Cixous: Gespräch mit dem Esel. Blind Schreiben. Zaglossus Verlag, Wien 2017, ISBN 978-3-902902-52-8.

- Writing as artistic research, in: Ruth Mateus-Berr, Richard Jochum (Hrsg.): Teaching Artistic Research. Conversations Across Cultures. de Gruyter, Berlin 2020, ISBN 978-3-11-066239-9, S. 60–70.
- Open Text – Open Performance: Hélène Cixous and Ariane Mnouchkine, together with Esther Hutfless and Gertrude Postl, in: Laura Cull Ó Maoilearca, Alice Lagaay (Hrsg.): The Routledge Companion to Performance Philosophy. Routledge, New York 2020, ISBN 978-1-138-49562-3, S. 330–334.
- Performance Philosophy as Media Philosophy, gemeinsam mit Jörg Sternagel und Volkmar Mühleis, in: Laura Cull Ó Maoilearca, Alice Lagaay (Hrsg.): The Routledge Companion to Performance Philosophy. Routledge, New York 2020, ISBN 978-1-138-49562-3, S. 109–116.